# بوکس
بوکس یا مُشت‌زَنی به‌عنوان یکی از کهن‌ترین و نظام‌مندترین رشته‌های رزمی، همواره جایگاهی ویژه در تاریخ ورزش‌های رقابتی داشته‌است. این ورزش نه‌تنها آزمونی از توان جسمانی که مَحَکی ظریف برای سنجش ذکاوت، سرعت تصمیم‌گیری و تاب‌آوری روانی است.  

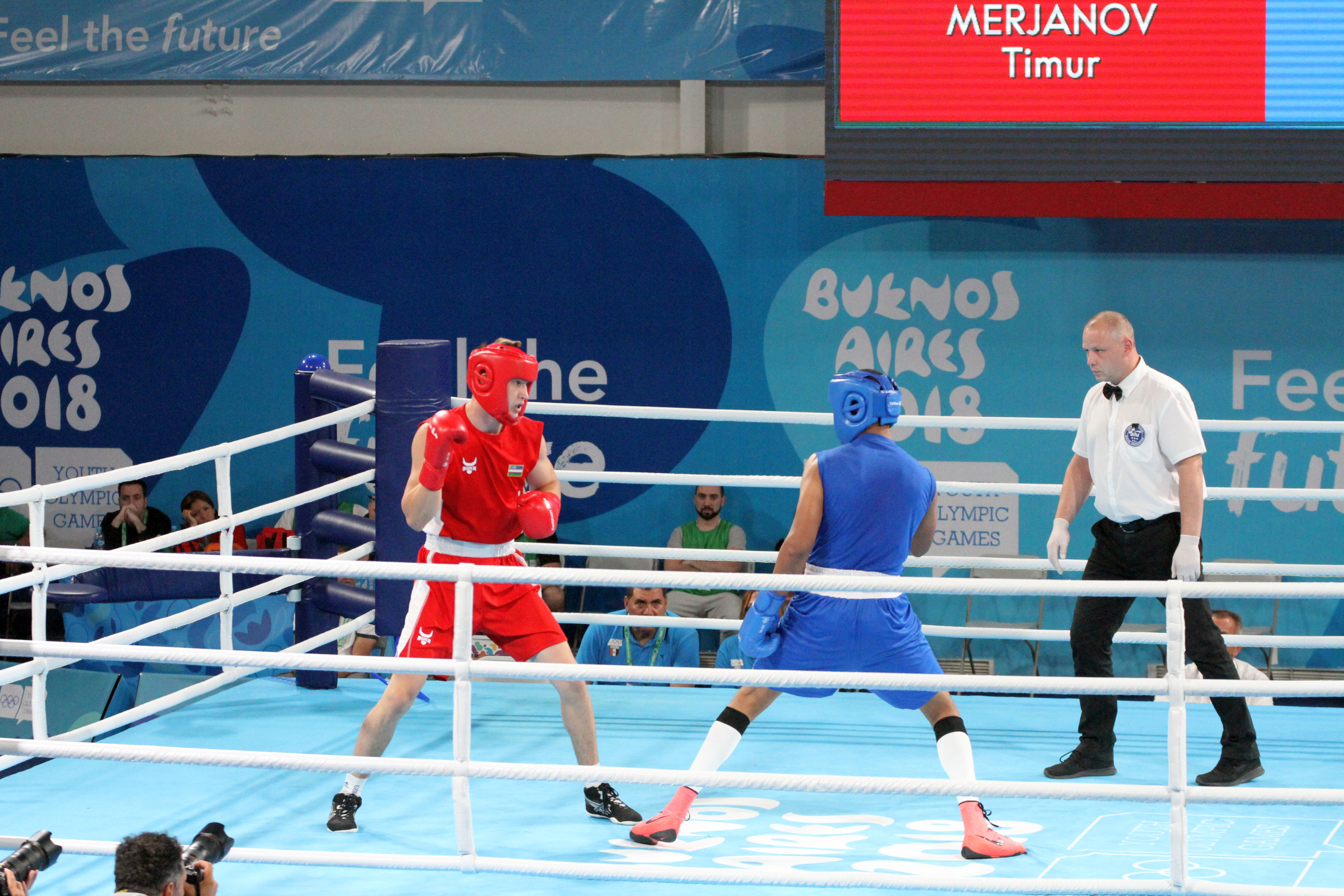

ریشه‌های مشت‌زنی به تمدن‌های باستانی همچون یونان و مصر بازمی‌گردد؛ جایی که مشت‌زنی به‌عنوان بخشی از آیین‌های مذهبی یا نمایش‌های پهلوانی اجرا می‌شد. با این‌حال، مشت‌زنی امروزی در قرن‌های هجدهم و نوزدهم در بریتانیا صورت‌بندی شد و با تدوین قوانین مارکیزِ کویینزبِری به ساختاری نظام‌مند دست یافت. استفاده از دستکش، تقسیم‌بندی مسابقات بر اساس وزن و محدودیت زمانی راندها از جمله تحولات بنیادین این دوره بود.  

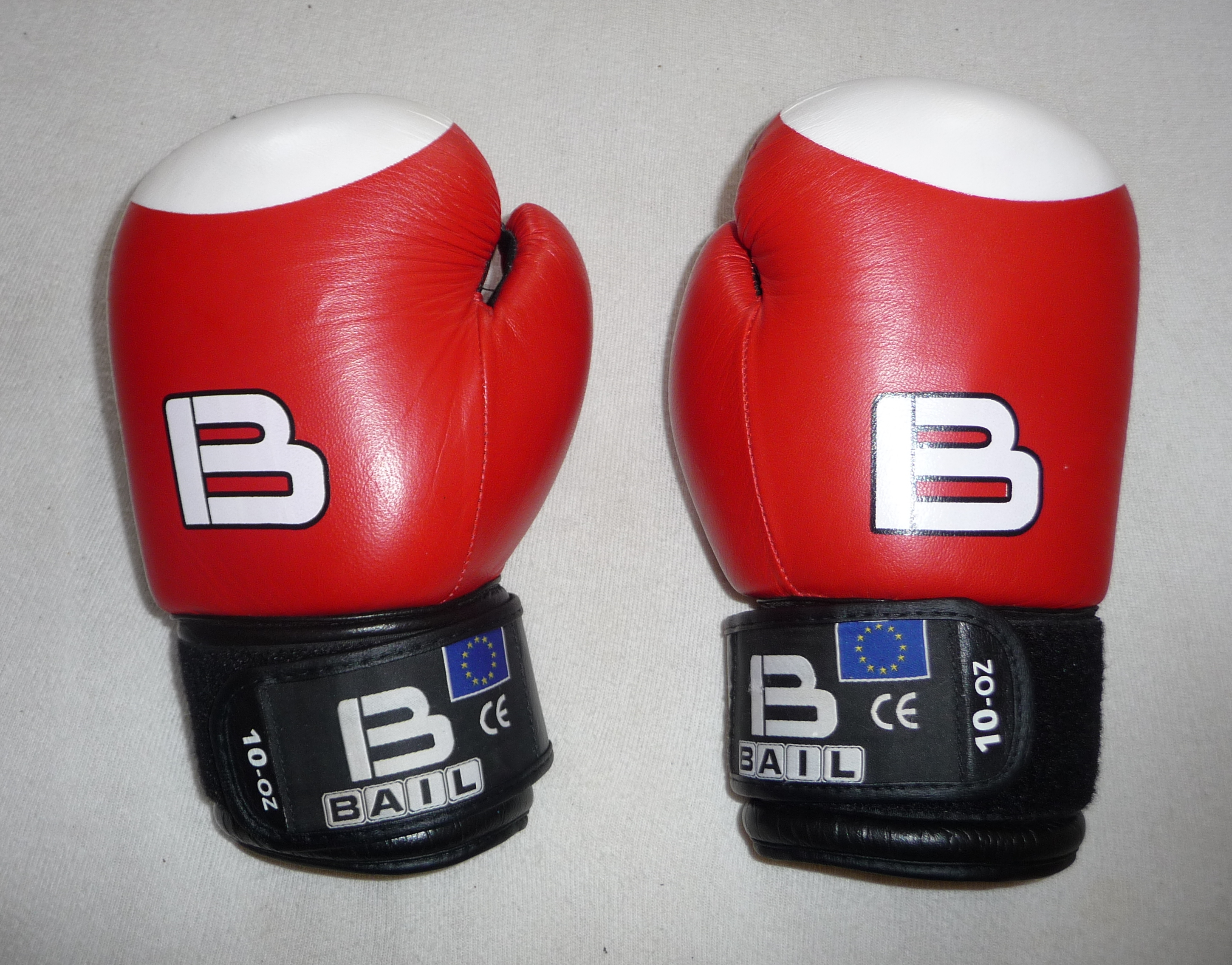
دستکش‌های مشت‌زنی

مشت‌زنی بر سه پایه‌ی اساسی حمله، دفاع و جابجایی استوار است که هر مشت‌زن با ترکیب هوشمندانه‌ی این عناصر، سبک منحصربه‌فرد خود را خلق می‌کند. در بخش حمله، راهکُنِش‌های کلیدی مانند مشت‌های مستقیم (جَب)، مشت از پایین به بالا (آپِرکات) و مشت هلالی از کنار (هُک) با زوایای حساب‌شده به نقاط حساس حریف نشانه می‌روند. از سوی دیگر، دفاع با حرکات ظریفی مثل بلاک (سد کردن)، پَرّی (انحراف ضربه) و کلِنچ (قفل کردن حریف) به خنثی‌سازی حملات می‌پردازد. این چرخه‌ی پویا با جابجایی ماهرانه تکمیل می‌شود؛ جایی که حرکت سریع پاها و تعادل بدنی دقیق، امکان تنظیم هوشمندانه‌ی فاصله با حریف را در لحظه فراهم می‌کند و هر سه عنصر در کنار هم، رقص پیچیده‌ی مشت‌زنی را شکل می‌دهند.

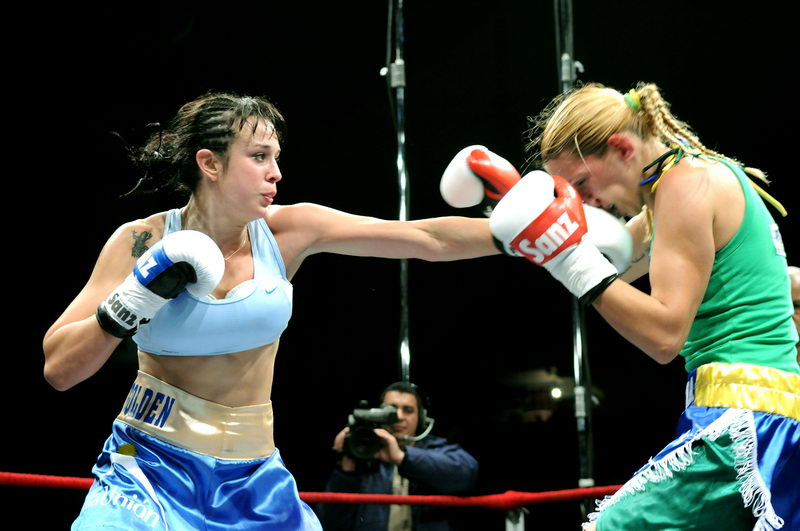
مشت‌زن سمت چپ در حال زدن ضربه جَب است.

فراتر از توان بدنی، مشت‌زنی نبردی راهبُردی است. خواندن حرکات حریف، فریب‌کاری (فِینت) و حفظ خونسردی تحت فشار، از مهارت‌های حیاتی یک مشت‌زن نخبه محسوب می‌شوند. شکست‌های ناگهانی اغلب نه از ضعف جسمانی، که از فروپاشی تمرکز ذهنی ناشی می‌شوند.  

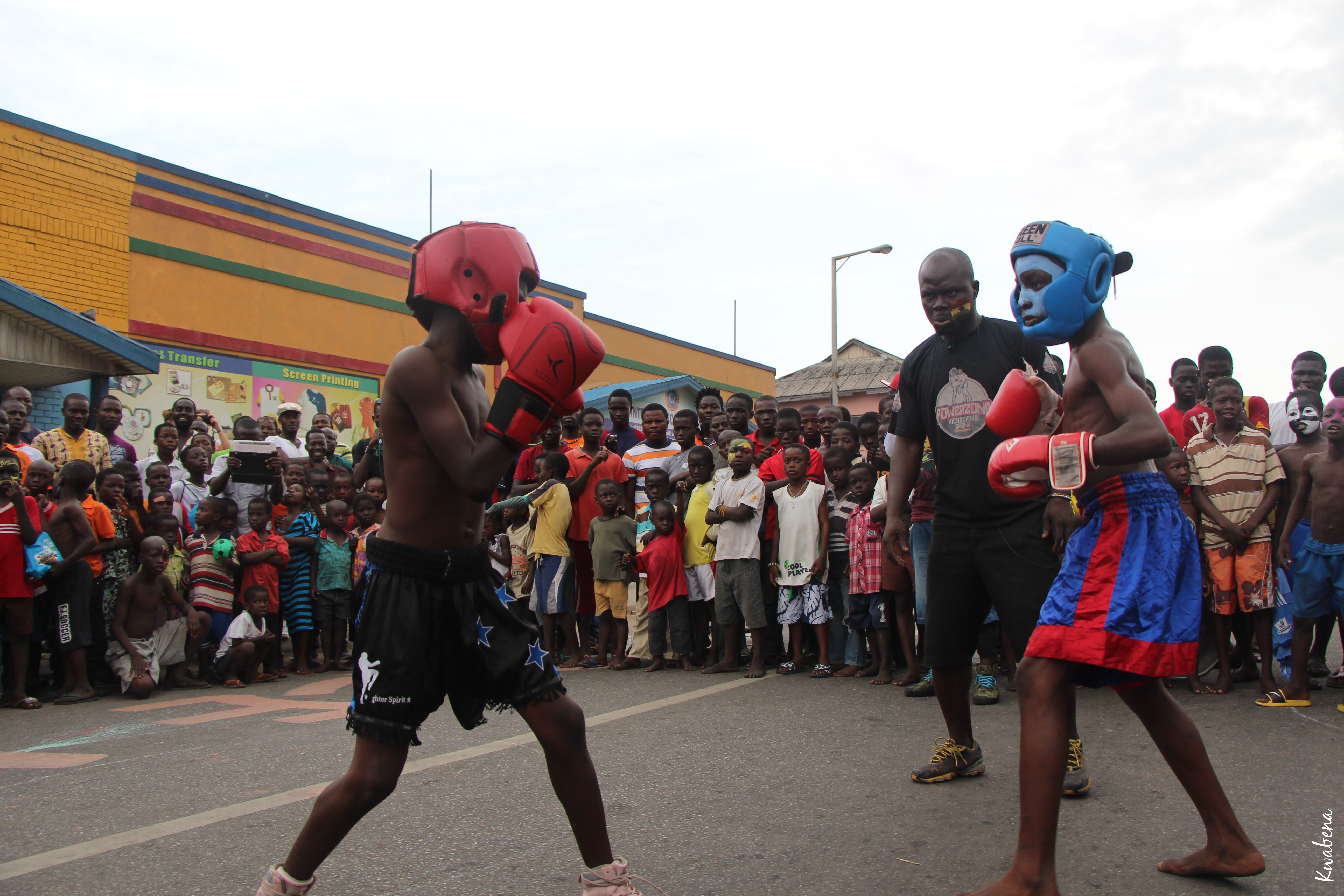

این ورزش امروزه فراتر از یک رقابت ورزشی، به نمادی از انضباط و تحول فردی بدل شده‌است. سالن‌های مشت‌زنی نه‌تنها مکانی برای پرورش قهرمانان، که عرصه‌ای برای آموزش پشتکار و احترام متقابل هستند. با این وجود، منتقدان به مسائلی مانند آسیب‌های مغزی (نظیر نشانگان اِنسِفالُپاتی مزمن ترُماتیک) اشاره می‌کنند که لزوم بازنگری در قوانین ایمنی را پررنگ می‌سازد.

## پیشینه

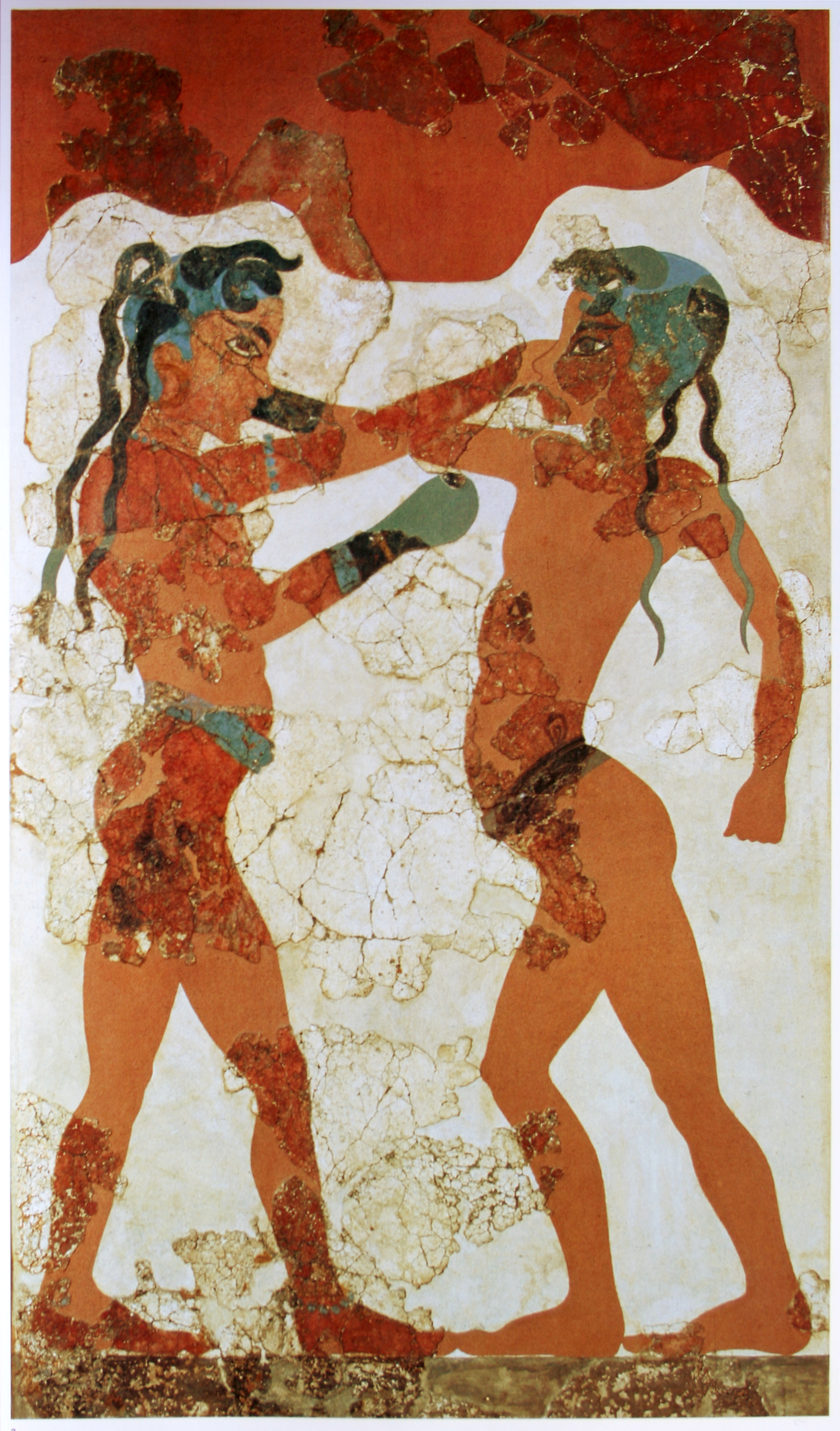
نقاشی از مشت‌زنی جوانان مینوسی، از شهر آکروتیر، حدود ۱۶۵۰ سال قبل از میلاد

مسابقه ورزش مشت‌زنی به‌طور رسمی در ششصد و هفتاد و هفت سال پیش از میلاد مسیح در بیست و سومین بازی المپیک در هاین که نخستین نبرد این ورزش است شروع شده و «ابراستوس» اهل سمیرنا در این مسابقه فاتح و قهرمان شناخته شد.
این‌که قدیمی‌ترین نبرد مشت‌زنی به چه نوع صورت گرفت و چگونه با یکدیگر می‌جنگیدند معلوم نیست. چنان‌که در تاریخ روم ذکر شده است که طرفین مشت‌های خود را به چرم‌های خامی محکم بسته و سعی می‌کردند که با ضربات محکمی از این مشت‌های سخت و سنگین حریف را از پای درآورند. البته این مسابقات بدون رعایت وزن بدن انجام می‌شد.

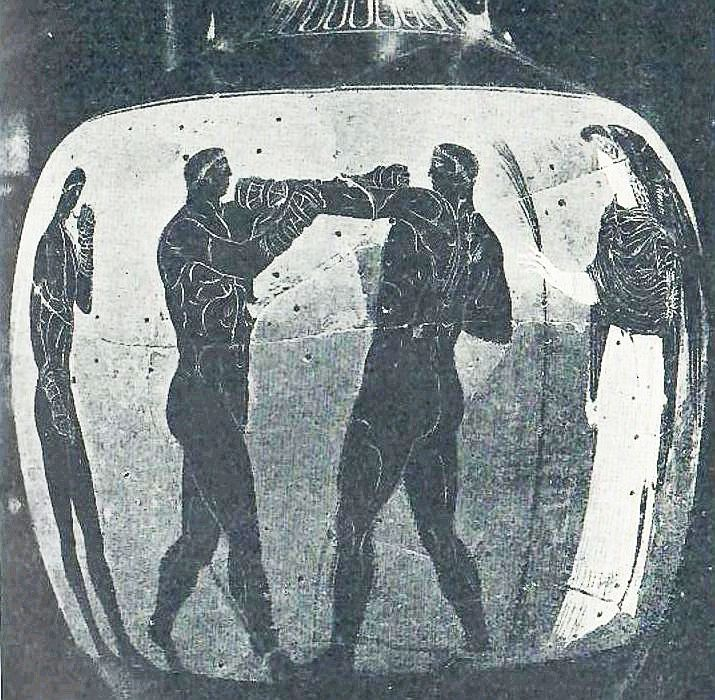
صحنه ایی از مبارزه مشت‌زنی بر روی سفال کشف شده از Panathenaic amph(یک ورزشگاه در یونان باستان)۳۳۶قبل از میلاد مسیح

ملائکوماس که پدرش نیز چهل و پنج سال پس از میلاد مسیح فاتح مشت‌زنی و قهرمان المپیک گردیده بود، عموم رقیب‌های خود را تنها با فن (نه با زور و قدرت) مغلوب می‌ساخت. مسابقه‌هایی که بدین صورت وقوع می‌یافت بدون انقطاع بود و دائماً در میدان‌های مسابقه یک ورزشکار با قهرمانان آماده به نبرد بوده و هرکس که از بین تماشاچیان داوطلب مسابقه بود دست خود را بلند می‌کرد. ملائکوماس قهرمان رومی که در اکثر نبردهای ورزشی بدین نوع فاتح می‌گردید بالاخره در یک مسابقه که حریف او کشته شد به شهرت بسزایی دست یافت. در این مسابقه‌ها قهرمانان دوره امپراتوری روم دست‌های خود را با آلتی شبیه به دستکش که روی آن میخ‌های محکم فولادی کوفته شده بود مجهز می‌کردند و نیز یک نوع دستکش مخصوص دیگر که از چرم‌های سخت و محکم تشکیل شده بود در دست می‌گرفتند و مسابقه را شروع می‌کردند.
این مسئله که با استفاده این دستکش‌ها در هر مسابقه یکی از دو طرف حتماً سخت مجروح یا مقتول می‌شد، سبب منسوخ شدن برگزاری مسابقه‌های مشت‌زنی بدین نحو گردید.
در واقع بازی مشت‌زنی با از بین رفتن مسابقه‌های المپیک توأم گردیده و در سال ۴۰۰ بعد از میلاد قهرمانان ورزش‌های مختلف مشت‌زنی را به کلی فراموش کردند.
مقارن با آغاز قرن هجدهم مجدداً ورزش مشت‌زنی شروع شد.
پس از ایجاد مشت‌زنی به این صورت یکی از استادان ورزشکار انگلیسی موسوم به چک بروکتون در سال ۱۷۴۹ در مسابقه‌ای که داور قوانین و دستورها مخصوص وضع کرد وسعت میزان مسابقه و عده اشخاصی که حق ورود به محوطه میدان بازی را داشتند معلوم کرد؛ ولی هنوز این بازی به‌طور رسمی معمول نشده بود و در هر جا که مشت‌زن‌ها مسابقه می‌دادند پلیس آن‌ها را متفرق می‌ساخت.
در قرن هجدهم با اینکه انواع ورزش‌ها در انگلستان به‌حد اعلای ترقی خود رسیدند اما قهرمانان بسیاری به این دلیل که تصور می‌شد برای پیروزی در مشت‌زنی یکی از داوطلبان حتماً بایستی کشته یا سخت مجروح گردد مشت‌زنی را ورزش خطرناکی تلقی می‌کردند، و اهمیتی به این ورزش نمی‌دادند.
«جون جاکسون» که از استادان مشت‌زنی قرن هجدهم بود تدریجاً مشت‌زنی را رسمی‌کرد و چون خود استاد بی‌نظیری بود در هر مسابقه مبالغ هنگفتی عاید او گردید؛ زیرا از همان موقع جوایز سنگینی برای قهرمانان این ورزش معین شده بود.
این شخص نخستین مشت‌زن و قهرمان عصر خود بود و توانسته بود این ورزش را در دنیا رواج دهد.
در سال ۱۸۳۵ جمس پورله ورزشکار انگلیسی این ورزش را به آمریکا برد؛ ولی پیشرفت آن به قدری سریع بود و به اندازه‌ای آمریکایی‌ها به این ورزش راغب بودند که در سال ۱۸۶۰ یعنی ۲۵ سال پس از ورود این ورزش به آمریکا جون سن هیس آمریکایی توانست در سرزمین انگلستان که این بازی وضع شده و قرن‌ها قهرمانان دنیا از آن مملکت بوده‌اند فاتح گردد و در تمام دنیا بی‌رقیب باشد.
با آن که جک بروگتون مدت‌ها بود که دستکش مخصوص مشت‌زنی را اختراع کرده بود ولی بیش از یکی دو مورد آن را به کار نبرده بودند و در اکثر مسابقه‌ها با مشت گره شده و بدون دستکش با یکدیگر می‌جنگیدند. به همین جهت مدت مسابقه و دوره آن خیلی طول می‌کشید. طویل‌ترین دورهٔ مشت‌زنی که در سال ۱۸۲۴ در ۲۳ ژوئیه بین قهرمانان آمریکایی میکه مادن و بیل هایس انگلیسی در انبرگ انگلستان انجام شد. این مبارزه جمعاً شش ساعت و سه دقیقه به طول انجامید.

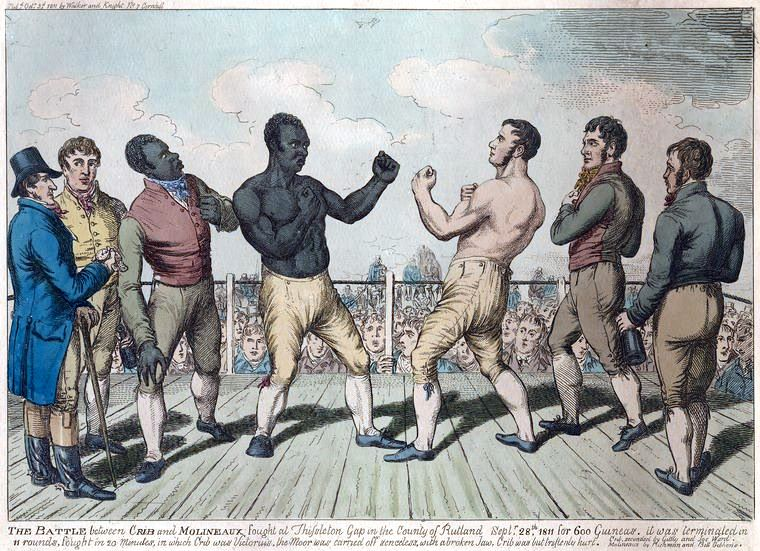
Tom Molineaux (left) vs Tom Cribb in a re-match for the heavyweight championship of England, 1811

ورزش مشت‌زنی با وضعیت کنونی از سال ۱۸۹۰ یعنی پس از آنکه مارکیز کوئینزبری قواعد جدیدتری وضع کرد و استفاده از دستکش مشت‌زنی را رسمی‌کرد شروع شد. او مدت هر دوره مشت‌زنی را سه دقیقه و فواصل بین دورها را یک دقیقه معین کرد و چون این دستور می‌توانست نتیجه نیکویی برای ورزیدن و رفع خستگی بشود از طرف عموم ورزشکاران دنیا قبول شد و طریقه‌ای که کینز معین کرده بود متداول و مرسوم گردید.
برای اولین دفعه مسابقه با وضع جدید در سال ۱۸۹۲ در ۷ سپتامبر در ارولئون بین جون سولیوان آخرین قهرمان مشت‌زن بدون دستکش که قهرمان تمام آمریکا بود و جوانی بیست و شش ساله موسوم به جمس می‌کوربت که او نیز آمریکایی و از رقیب خود دو سال کوچک‌تر بود انجام و پس از ۲۱ دوره (راند) مبارزه قهرمان قدیم دنیا که بدون دستکش عنوان و مقام عجیبی پیدا کرده بود مغلوب قهرمانی شد که با دستکش مشت‌زنی را آموخته بود.
پس از گذشت چندین دهه از ورود مشت‌زنی به آمریکا این ورزش در میان محبوب‌ترین ورزش‌های آمریکا قرار گرفت و از این سو پای مافیا به این ورزش بازگردید تا جایی که در سال ۲۰۱۱ این ورزش با انتقال مالی سالیانه ۶۸۲ میلیارد دلار در رده ۲ پر مبادله‌ترین ورزش‌های جهان پس از اسب‌دوانی قرار گرفت.

### تاریخچهٔ مشت‌زنی در ایران
در متون ادبی پارسی، از مشت‌زنی یاد شده است (برای مثال گلستان سعدی)؛ حال این‌که آن مشت‌زنی به چه مقدار به ورزش مشت‌زنی امروزی شبیه بوده است نیاز به بررسی دارد. معروف است که هوارد باسکرویل از آمریکا که به عنوان مدرس کالج آمریکایی (مدرسه مموریال) در تبریز منصوب شده بود، نخستین کسی است که ورزش مشت‌زنی را به ایران آورد. او بعدها با مشروطه‌خواهان ایران همراه شد و در جریان جنبش مشروطه و تلاش برای شکستن محاصرهٔ تبریز در این شهر به همراه جمعی از مشروطه‌خواهان، جان خود را برای دفاع از مشروطه و مردم ستمدیدهٔ آن دیار نثار ایران و ایرانیان نمود… شایان ذکر است در دوره‌ای که نفت در ایران کشف شد و مهندسین و کارگران اروپایی وارد ایران شدند و با برگزار کردن مسابقات مشت‌زنی، باعث آشنایی بیشتر مردم با این ورزش شدند. سال‌هایی که صنعت سینمای ایران ترقی کرد جوانان روی پرده سینما این ورزش را دیده و با خود تمرین می‌کردند. چند نفری هم که در آن سال‌ها برای تحصیل به خارج رفته بودند با این ورزش آشنا شدند. در سال ۱۳۱۴ یک مهندس اهل چکسلواکی موسوم به فایت که مأمور ایران در کمپانی اشکودا در تهران شده بود وارد ایران شد. فایت یکی از قهرمانان معروف سنگین‌وزن اروپا بود و یک بار هم ماکس شملینگ آلمانی را مغلوب کرده بود. چند نفر از علاقه‌مندان در آن دوران نزد او مشغول به تمرین شدند که آقایان ناطقی (محصل مدرسه نظام) و استوار زنگنه‌پور از جمله این افراد بودند.
در همین سال‌ها در بعضی از شهرهای ایران جوانان با این ورزش آشنا شدند برای مثال در مشهد منوچهر مهران و حسین بنایی و چند نفر دیگر نزد یک نفر آلمانی مهندس برق به تمرین این فن مشغول بودند.
از سال ۱۳۱۸ که به دستور رضاشاه بزرگ مسابقات قهرمانی کشور در رشته‌های مختلف ورزشی شروع شد تا سال ۱۳۲۴ این ورزش جزء برنامه نبود. دلیل اصلی نبودن وسایل و مربی و نبودن مقررات لازم بود.
سرانجام در سال ۱۳۲۳ این ورزش مورد توجه اداره تربیت بدنی واقع شد و برای اولین دفعه به‌طور رسمی جزء برنامه مدارس و دانشکده‌ها شد. این مسابقه با وسایل و قضاوت آمریکایی‌ها و «محمد پور» و «عبدالله نادری» انجام شد. در سال ۱۳۲۴ برای اولین بار با کمک اولیای ارتش آمریکایی مقیم ایران و با واگذاری مقدار کافی وسایل و قضاوت و لوازم مورد احتیاج مسابقه در دسته‌های آزاد انجام شد. در المپیک ۱۹۴۸ لندن که ایران برای نخستین بار در المپیک شرکت داشت. مشت‌زن‌ها نیز به مسابقات اعزام شدند که به موفقیتی دست نیافتند. مشت‌زنی در ایران پس از فعالیتی ۳۴ ساله با پیروزی انقلاب ۱۳۵۷ تعطیل شد. البته هیچ قانون یا فرمان رسمی یا فتوای مذهبی مشخصی مطرح نشد. این رشته در سال ۱۳۶۸ دوباره راه‌اندازی شد و احمد ناطق نوری که چندین سال نمایندگی مجلس را بر عهده داشت، ریاست فدراسیون آن را بر عهده گرفت؛ اما همچنان مورد بی‌توجهی مسئولان حکومت قرار داشته است، به‌طوری‌که تنها پخش مستقیم تلویزیونی این رشته به دیدار فینال وزن ۹۱- کیلوگرم بازی‌های آسیایی دوحه بین علی مظاهری و حریف سوریه‌ای بازمی‌گردد. به گفتهٔ احمد ناطق نوری که تا سال ۱۳۹۵ ریاست فدراسیون را بر عهده داشت مقامات جمهوری اسلامی از جمله سید علی خامنه‌ای رهبر فعلی ایران و حسینعلی منتظری قائم‌مقام سابق رهبری با این رشته مخالف بوده‌اند هرچند دستوری مبنی بر ممنوعیت آن نداده‌اند: «خامنه‌ای یکی دو بار از اینکه بنده در بوکس هستم گلایه کردند و به اخوی ما [گفتند] که این احمد آقای شما چرا رشته بوکس را گرفته است. من به ایشان -اخوی‌مان- گفتم به ایشان بگویند اگر حرام است من دیگر انجام نمی‌دهم. یک بار هم در یک جمع عمومی گفتند من نمی‌دانم این آقای ناطق مجوز فدراسیون بوکس را از کجا گرفت. چون ممنوع نشده بود که مجوزش را بگیرم. یک عده بی‌خودی ۱۰ سال تعطیلش کرده بودند. آقای منتظری گفته بود: «این چه ورزشی است؟ وحشی‌گری است. ببندیدش.» یک عده آمدند بستند. فتوا هم نداده بود. در یک جمعی گفته بود.»
وی دربارهٔ تفکیک ورزشکاران ورزش حرفه‌ای و نیمه حرفه‌ای گفت: قاعدتاً کسانی که در ورزش حرفه‌ای شرکت می‌کنند که دوران آماتور را پشت سر گذاشته باشند. دوستانی هستند که سال‌ها قهرمان بودند و الآن در بخش حرفه‌ای نیز فعالیت می‌کنند می‌توانند از این ظرفیت استفاده نمایند.

## چارت سازمانی هیئت بوکس

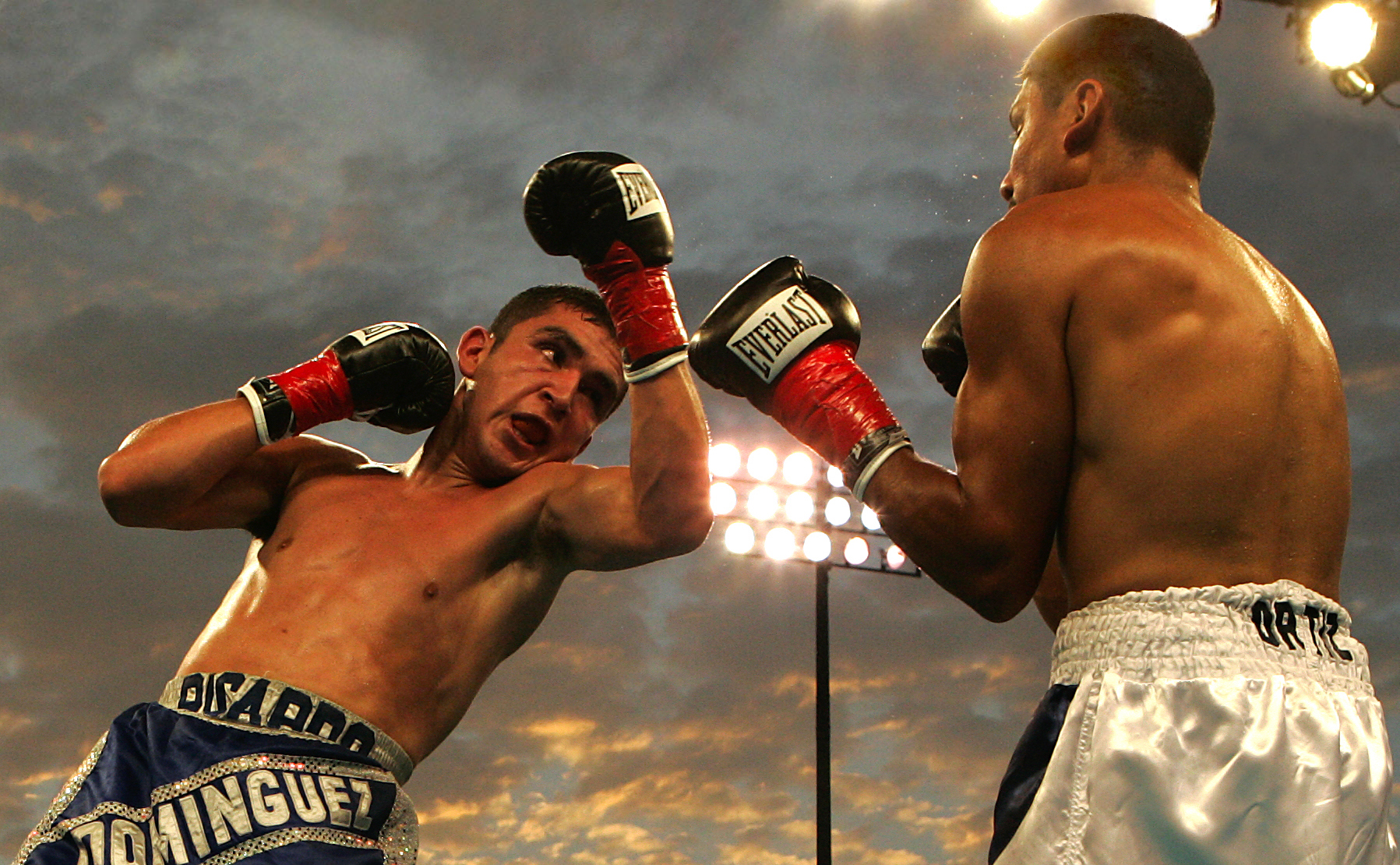
یک مسابقهٔ مشت‌زنی حرفه‌ای مردان میان ریکاردو دومینگوئز (چپ) و رافائل اورتیس

چارت سازمانی هیئت بوکس از چند نفر ورزشکار اعم از بوکسور یا غیربوکسور (اغلب رزمی‌کار) تشکیل شده است که وظیفه مدیریت بوکس آن منطقه را عهده‌دار هستند.
چارت سازمانی به صورت زیر است:
(رئیس هیئت—نایب رئیس—دبیر هیئت—خزانه‌دار—اعضای هیئت رئیسه)
- مسئولان کمیته‌ها که شامل:

(کمیتهٔ مربیان—کمیتهٔ داوران—کمیتهٔ انضباطی—کمیتهٔ مسابقات—کمیتهٔ استعدادیابی)
در ۴ مورد اصلی (رئیس هیئت، نایب رئیس، دبیر هیئت و خزانه‌دار) چارت هیئت بوکس نباید اعضای تکراری به‌کارگیری شود ولی موارد دیگر می‌تواند از این قانون پیروی نکند و از اعضای تکراری استفاده شود.
بیشتر در چارت هیئت بوکس از افراد بوکسور و رزمی‌کار استفاده می‌شود.
در چارت هیئت بوکس از افرادی استفاده می‌شود که فاقد سوءسابقه کیفری باشند.
مربیان و داوران نیز باید فاقد سوءسابقه کیفری باشند و اگر مربی یا داور سوءسابقه کیفری داشته باشد خلاف قانون بوده و شخص از لحاظ قانون مجرم شناخته می‌شود.
در چارت هیئت بوکس باید از افراد تحصیل کرده با حداقل مدرک دیپلم استفاده شود.
مربیان و داوران نیز باید دارای حداقل مدرک دیپلم باشند در غیر این صورت اگر مربی یا داور فاقد مدرک دیپلم به بالا باشد صلاحیت مربیگری و داوری را ندارد؛ بنابراین از لحاظ قانونی نیز باید از افرادی که فاقد مدرک دیپلم به بالا هستند جهت ورود به آزمون مربیگری یا داوری جلوگیری به عمل آورده شود و اگر متصدی برگزارکننده آزمون مدرک تحصیلی را ملاک قرار نداد نهادهای قانونی می‌توانند علیه متصدی متخلف طرح دعوا کنند.
اکثراً در چارت هیئت بوکس از افراد با تجربه در مسابقات و داوری که به اصطلاح بوکسور یا فایتر گفته می‌شود استفاده می‌شود.

## وزن دستکش
وزن دستکش تا متوسط وزن ۱۰ اونس برابر با ۲۸۴ گرم است و برای سنگین‌وزن ۱۲ اونس برابر ۳۴۰ گرم نباید کمتر باشد.
- Oمعمولاً برای مسابقات دستکش‌هایی با وزن ۱۰ اونس استفاده می‌شود و برای تمرین و کیسه زدن از دستکش ۱۰ تا ۱۴ اونس استفاده می‌شود.
- دستکش‌هایی با وزن غیرمعمول عبارت‌اند از: ۶-۱۴-۱۶-۱۸

## محل بوکس
محل مسابقه بوکس، سکوی مشت‌زنی یا رینگ نام دارد که محوطه‌ای چهارگوش، معمولاً حدود یک متر بالاتر از سطح زمین است که اطراف آن با سه یا چهار ردیف طناب موازی محصور است. که این سکوها معمولاً از چهار طرف توسط چهار ردیف طناب با فاصله ۳۰، ۶۰، ۹۰ و ۱۲۰ سانتیمتر از زمین پوشیده شده‌اند. قطر طناب‌ها یک اینچ (۲٫۵۴ سانتی‌متر) و روی آن توسط پارچه نرمی یا لاستیک پوشانده می‌شود. اندازه استاندارد رینگ بوکس آن از داخل طناب‌ها ۶٫۱۰ × ۶٫۱۰ متر مساوی با ۲۰ ×۲۰ فوت و از خارج ۸ × ۸ متر مساوی با ۲۶ × ۲۶ فوت است.
کف محوطه بوکس بایستی با تشک پوشانیده و روی تشک نیز با برزنت محکم شده و توسط طناب به کف محوطه بسته شود.

## اصطلاحات رایج
ورزش بوکس پر از اصطلاحات مختلف است که برای درک بهتر این ورزش و تماشای آن، باید بر آن‌ها واقف شد.
ناک اوت (Knockout): وقتی یکی از بوکسورها بر اثر ضربه بیهوش می‌شود، اصطلاحاً می‌گویند که ناک اوت شده است. Technical Knockout یا همان ناک اوت فنی هم وقتی رخ می‌دهد که یکی از بوکسورها بر اثر ضرباتی که به او وارد شده، توانایی ندارد و داور تشخیص می‌دهد که نمی‌تواند به مبارزه ادامه دهد.
ناک داون (Knockdown): وقتی بوکسور بر اثر ضربات روی زمین بیفتد، ناک داون شده است.
جب (Jab):بوکسور دست‌های خود را مشت کرده و مقابل صورت خود نگه می‌دارد و سپس با دست غیر تخصصی ضربه می‌زند.
کراس (Cross): کراس شباهتی به جب دارد. در این ضربه نیم تنه بوکسور در جهت مخالف قرار می‌گیرد و او با دست موافق که عقب‌تر از حالت معمول است، به حریف ضربه می‌زند.
هوک (Hook): از ضربات قدرتی و سهمگین بوکس، هوک است. بوکسور برای زدن این ضربه باید انرژی خود را از پایین‌تنه به بالاتنه منتقل کند و با چرخیدن، ضربه ای افقی به حریفش وارد کند. دست در این حالت می‌چرخد و مشت زاویه ای کمتر از ۹۰ درجه به خود می‌گیرد. معمولاً ضربه هوک، فک حریف را هدف قرار می‌دهد. در ضمن این ضربه با هر دو دست زده می‌شود و خیلی از بوکسورها با دست غیر تخصصی خود هوک می‌زنند.
آپرکات (Uppercut): بعد از هوک می‌رسیم به آپرکات که دیگر ضربه سهمگین مشت زنی به‌شمار می‌رود. وقتی هوک زده می‌شود، در ادامه آن آپرکات از راه می‌رسد. آپرکات هدفش شکستن گارد دفاعی حریف است و چانه حریف را هدف می‌گیرد. در این ضربه دست خم می‌شود و مشت از پایین به طرف بالا حرکت می‌کند.
شوشاین (Shoeshine): به ضربات متوالی که به سرعت زده می‌شود، شوشاین گفته می‌شود. این ضربات معمولاً آپرکات‌های متوالی و سریع است که در تمرینات بوکس نیز به وفور از این حرکت استفاده می‌شود.
داک (Duck): داک یک تکنیک دفاعی است و برای فرار از مشت‌ها و ضربات حریف استفاده می‌شود. در این تکنیک بوکسور سر خود را به طرفین حرکت می‌دهد و از مشت‌های حریف جا خالی می‌دهد. حرکت پا در این تکنیک بسیار مهم است زیرا بوکسور باید مراقب قدم‌های خود باشد و بدنش را به خوبی برابر ضربات حریف کنترل کند.

## وزن‌های مسابقه
مسابقات بوکس آماتور در سیزده گروه وزنی و مسابقات بوکس حرفه‌ای در پانزده وزن برگزار می‌شود.
| مگس وزن سبک | مگس وزن | خروس وزن | پَر وزن | سبک‌وزن | میان سبک‌وزن | سبک‌وزن ویژه | میان وزن | میان وزن (متوسط) | میان وزن ویژه | سنگین‌وزن | سنگین‌وزن ویژه | سوپر وزن |
| ----------- | ------- | -------- | ------ | ------ | ----------- | ----------- | -------- | ---------------- | ------------- | -------- | ------------- | -------- |
| 48Kg        | 51Kg    | 54Kg     | 57Kg   | 60Kg   | 63Kg        | 67Kg        | 71Kg     | 75Kg             | 80Kg          | 87Kg     | 92Kg          | 92Kg+    |

## امتیازات مسابقه
1. قانون امتیازدهی بوکس آماتور طبق قانون نامه انجمن بین‌المللی بوکس (آیبا) بر حسب ۹–۱۰ است.
2. بدین گونه که هر راند امتیاز مربوط به برنده و بازنده به ترتیب ۱۰ و ۹ توسط پنج داور کنار وارد سیستم داوری می‌شود.
3. تعداد ضربات – ضرباتی که مطابق قانون و بدون دفاع به هدف اصابت نماید.
4. حمله و روش صحیح بوکس لازم است کاملاً مورد نظر باشد.
5. ضربات خطا و غیر فنی حساب نمی‌شوند.
6. در موقعی که داور وسط خطا را دیده و تذکر می‌دهد در صورتی که از سه بار بیشتر تکرار شود امتیاز کسر می‌شود.

توسط داورها ضربات صحیح بایستی با مشت بسته و با سطح جلوی چهار انگشت یا چهار بند دست زده شود.
محل صحیح ضربات، جلوی صورت و طرفین آن، جلوی بدن بالاتر از کمربند و طرفین است. روی ساعد، بازو و دستکش امتیاز نخواهد داشت. نسبت به اتفاقات آنی تصمیم داور وسط قطعی است و در غیر این صورت کمیته مسابقات تصمیم لازم را می‌گیرد.

### ارجاعات درون‌متنی و یادکردها
1. ↑  «مشت‌زنی» [ورزش] هم‌ارزِ «بوکس» (به فرانسوی: boxe)؛ منبع: گروه واژه‌گزینی. دفتر اول. فرهنگ واژه‌های مصوب فرهنگستان. تهران: انتشارات فرهنگستان زبان و ادب فارسی. شابک ۹۶۴-۷۵۳۱-۳۱-۱ (ذیل سرواژهٔ مشت‌زنی)
2. ↑  (Shahidul Islam and De 2022)
3. ↑  «مشت‌زن» [ورزش] هم‌ارزِ «بوکسور» (به فرانسوی: boxeur)؛ منبع: گروه واژه‌گزینی. دفتر اول. فرهنگ واژه‌های مصوب فرهنگستان. تهران: انتشارات فرهنگستان زبان و ادب فارسی. شابک ۹۶۴-۷۵۳۱-۳۱-۱ (ذیل سرواژهٔ مشت‌زن)
4. ↑  «نشانگان» [پزشکی] هم‌ارزِ «سندروم» (syndrome)؛ منبع: گروه واژه‌گزینی. دفتر اول. فرهنگ واژه‌های مصوب فرهنگستان. تهران: انتشارات فرهنگستان زبان و ادب فارسی. شابک ۹۶۴-۷۵۳۱-۳۱-۱ (ذیل سرواژهٔ نشانگان)
5. ↑  (McCrory et al. 2007)
6. ↑  «احمد ناطق نوری: برخی دسته‌بندی‌های سیاسی شعار است، برای اینکه عده‌ای مشروعیت پیدا کنند». بایگانی‌شده از اصلی در ۲۱ ژانویه ۲۰۱۲. دریافت‌شده در ۴ ژانویه ۲۰۱۱.

### کتب و نشریات

#### فارسی
- حق‌شناس، علی. ۱۳۹۵. «بوکس.» در دانشنامه هنرهای رزمی. نگاه بوستان.

#### انگلیسی
- McCrory, Paul, Zazryn, Tsharni, and Cameron, Peter. 2007. “The Evidence for Chronic Traumatic Encephalopathy in Boxing” [شاهدی بر اِنسِفالُپاتی مزمن ترُماتیک در مشت‌زنی]. SportsMedicine 37 (6): 467–76. https://doi.org/10.2165/00007256-200737060-00001.
- Shahidul Islam, Muhammad, and De, Anup. 2022. “Ancient Boxing: A Narrative Discussion from Archaeological and Historical Evidences” [مشت‌زنی باستانی: گفتمانی روایت‌گونه پیرامون شواهد باستان‌شناسی و تاریخی]. Montenegrin Journal of Sports Science and Medicine 11 (2): 71–78. https://doi.org/10.26773/mjssm.220909.